# Фолікул яєчника
Фолікул яєчника (лат. folliculus ovaricus) — структурний компонент яєчника, що складається з яйцеклітини, оточеної шаром епітеліальних клітин і двома шарами сполучної тканини.

## Будова
У фолікулі міститься ооцит 1-го порядку. Ядро ооцита називають «зародковий пухирець» (germinal vesicle). Ооцит оточений шаром глікопротеїнів, це zona pellucida (zona striata). Він, у свою чергу, оточений шаром гранульозних клітин. Гранульозні клітини оточені тонким шаром позаклітинного матриксу — базальною мембраною (на малюнку позначена, як fibro-vascular coat). Навколо базальної мембрани знаходяться клітини теки.

## Стадії розвитку
Звичайно розрізняють примордіальні, преантральні (первинні), антральні (вторинні) і преовуляторні (третинні) фолікули.

Процеси в яєчнику впродовж менструального циклу:
1 Менструація
2 Зріючий фолікул
3 Граафів фолікул
4 Овуляція
5 Жовте тіло
6 Жовте тіло припиняє функціонувати

### Примордіальні фолікули
Примордіальні фолікули розміром 50 мкм не можна розрізнити неозброєним оком, вони закладені ще до народження. Вони утворюються в процесі мітотичної проліферації первинних зародкових клітин (оогоній), що надійшли в зародковий яєчник на 6-му тижні вагітності. Оогонії проходять профазу I мейотичного поділу і стають первинними ооцитами. Ці ооцити оточуються 1-2 шарами кубічних епітеліальних клітин і утворюють зародкові фолікули. Не включені у фолікул ооцити піддаються зворотному розвитку. Мітотична проліферація припиняється у допологовий період вагітності. Таким чином, до моменту народження число примордіальних фолікулів в яєчнику становить приблизно 1-2 мільйони (докладніше див. фолікулогенез).

### Преантральні фолікули
Розвиток примордіальних фолікулів призупинено аж до періоду статевого дозрівання. До цього часу в яєчнику залишаються близько 300 000 фолікулів. Гіпофіз починає виробляти фолікулостимулюючий гормон (ФСГ), що стимулює дозрівання 5-15 примордіальних фолікулів. Тепер ці фолікули є преантральними (первинними) фолікулами (їх розмір — 150–200 мкм). Ооцит починає рости, його зовнішня поверхня вкривається глікопротеїнами і глікозаміногліканами, формуючим zona pellucida. Тепер ооцит вкритий вже 2-4 шарами гранульозних клітин, зі сполучної тканини формується тека навколо фолікула.

### Антральні фолікули
У наступній стадії формується порожнина (antrum folliculare), що містить фолікулярну рідину (liquor folliculare). Фолікулярні клітини, що відповідають за вироблення естрогену, розділяються на клітини зовнішньої (theca externa) і внутрішньої (theca interna) оболонки. В цей же час епітеліальні клітини фолікула перетворюються в гранульозні клітини, що відповідають за вироблення прогестинів. Діаметр антрального (вторинного) фолікула становить 500 мкм.
Під час дозрівання фолікула клітини внутрішнього шару теки виробляють андрогени, які крізь базальну мембрану проникають у гранульозні клітини фолікулярної оболонки і там трансформуються в естрогени, головним чином, естрадіол. Таким чином, у фолікулярну порожнину виділяються естрогени, а вторинний фолікул стає тимчасовим органом ендокринної системи.

### Третинні фолікули

Структура преовуляційного фолікулу ссавців, (ліворуч) та збільшений вигляд сполучення яйцеклітини та (праворуч). 1 — клітини ; 2 — гранульозні клітини, 3 — ооцит 1 порядку з хромосомами, що знаходяться на стадії першого поділу мейозу у диплотені; 4 — найближчий до ооциту шар гранульозних клітин, купчасті клітини (cumulus oophorus); 5 — блискуча оболонка, zona pellucida; 6 — щілинні контакти; 7 — адгезивні контакти.

Утворення фолікулярної порожнини провокує швидкий ріст, протягом цього періоду діаметр фолікула збільшується з менш ніж 1 мм до 16-20 мм безпосередньо перед овуляцією. Тепер яйцеклітина розташована на яйценосному горбку (cumulus oophorus). Порожнина становить більшу частину преовуляторного (третинного) фолікула (Граафів фолікул), кількість фолікулярної рідини приблизно в 100 разів більше, ніж в антральному фолікулі.
Приблизно за 24 години до овуляції клітини теки починають виробляти велику кількість естрогену. Підвищений вміст естрогену стимулює викид лютеїнізуючого гормону (ЛГ), який безпосередньо ініціює овуляцію. У стінці фолікула утворюється випинання (стигма), яке розривається, і яйцеклітина виходить з фолікула — відбувається овуляція. Якщо зрілий фолікул не пройшов овуляцію, утворюється кістозний фолікул.
Після овуляції із фолікула (з гранульозних і тека-клітин) утворюється жовте тіло, що виробляє прогестерон. Прогестерон запобігає передчасному відторгненню функціонального шару ендометрію (менструація). Якщо яйцеклітина не була запліднена, жовте тіло припиняє функціонувати, рівень прогестерону падає, починається менструація. Якщо ж відбулося запліднення, яйцеклітина починає виробляти хоріонічний гонадотропін, який тепер замість ЛГ стимулює ріст жовтого тіла.